# P/2019 LM4 (Palomar)
P/2019 LM4 (Palomar) est une comète à courte période du système solaire.
Son orbite, autour du Soleil, a un demi-grand axe de 5,72 unités astronomiques, un excentricité de 0,59 et une inclinaison de 36,4 degrés.
La comète est passée au périhélie, à 2,37 unités astronomiques du Soleil, le 18 juin 2019. La comète a été découverte le 7 juin 2019 par Quanzhi Ye et la collaboration ZTF à l'Observatoire Palomar. Initialement annoncé comme planète mineure sous le désignation 2019 LM4, la nature cométaire de l'objet fut identifiée lors de l'observation de caractéristiques cométaires (chevelure et queue) à partir du 12 mai 2020. Des images de pré-découverte remontant au 4 juin 2019 ont par ailleurs été découvertes par le Palomar-ZTF.
La comète est passée à 0,35 unité astronomique de Jupiter en juin 2007, ce qui a augmenté sa période orbitale de 13,0 à 13,4 ans et légèrement augmenté son périhélie.